# Bistrica (Ionisches Meer)
Die Bistrica (albanisch auch Bistricë) ist ein rund 25 Kilometer langer, nicht schiffbarer Fluss im Süden Albaniens. Sie ist der einzige nennenswerte Fluss des Landes, der nicht in die Adria, sondern ins Ionische Meer mündet.
Die Bistrica entspringt im Gebirge Mali i Gjerë und fließt in etwa südwestlicher Richtung. Ein wichtiger Zufluss der Bistrica ist die Karstquelle von Syri i Kaltër. Der Quelltopf ist wegen seiner landschaftlichen Schönheit ein beliebtes Ausflugsziel. Gleich unterhalb wird der Flussarm zum Liqen i Bistricës gestaut. Von ihrer Quelle bis zum Eintritt in die Vurgo-Ebene bei Finiq und Mesopotam hat die Bistrica ein tiefes Tal ins Gebirge gegraben. In diesem Tal verläuft die Straße, welche Saranda mit Gjirokastra verbindet.
Ursprünglich mündete der Fluss in den Butrintsee, der durch den Vivar-Kanal mit dem Meer verbunden ist. Im Rahmen der Melioration der Schwemmlandebene wurde die Bistrica 1958 umgeleitet und mittels eines Durchstichs durch eine Hügelkette als Çuka-Kanal etwas südlich von Saranda direkt zum Meer geführt.
Der auch im Sommer immer wasserreiche Fluss wird verschiedenartig genutzt. Das Wasser wird zum Teil für die Bewässerung genutzt. An der Bistrica wurde in den 1960er-Jahren zudem zwei Wasserkraftwerke errichtet, die mit einer Kapazität von 2950 KW und einer Leistung von 12.910.000 kWh pro Jahr für die Stromversorgung der Region von Delvina und Saranda wichtig sind. Für das Kraftwerk HEC Bistrica 1 wird das Wasser vom Liqen i Bistricës rund vier Kilometer unterirdisch bis zum Beginn der Ebene beim Dorf Bistrica geleitet. Von dort wird das Wasser in einem oberirdischen Kanal fast vier Kilometer parallel zum Flusslauf und der Straße zum Kraftwerk HEC Bistrica 2 beim Dorf Mesopotam geleitet. Rund zweieinhalb Kilometer weiter zwischen Dörfer Mesopotam und Finiq begann 2014 die türkische Firma Kürüm International mit dem Bau des Kraftwerks HEC Bistrica 3.
Im folgenden Unterlauf ist der Fluss mehrheitlich kanalisiert.
Der Name Bistrica leitet sich vom slawischen *-bistr (= schnell) ab.